# 社皮 (臺中市)
社皮，是臺灣臺中市豐原區的一個傳統地域名稱，位於該區西部偏南。相較於今日行政區，其範圍大致包括社皮里不含西南端、三村里西北端凸出部分的東北部。

## 歷史
台灣清治末期，社皮地區為一街庄，稱為「社皮庄」，隸屬於捒東上堡。該庄西北與大社庄為鄰，北與圳藔庄為鄰，東與葫蘆墩街為鄰，南邊為車路墘庄，西南邊為三角仔庄。
1901年（日明治三十四年）11月，全台廢縣廳改設二十廳，該庄隸屬於臺中廳。1903年（明治三十六年）6月，該庄編入「社口區」，仍隸屬於臺中廳。1909年（明治四十二年）10月，全台二十廳合併為十二廳，社口區隸屬不變。1920年（大正九年），全台地方制度大改正，該庄改制為「社皮」大字，隸屬於臺中州豐原郡豐原街。
戰後豐原街改制為豐原鎮，隸屬於臺中縣，大字亦改制為里。1950年10月，中、彰、投分治，豐原鎮隸屬不變。1976年，豐原鎮因人口超過十萬人而改制為縣轄豐原市。2010年12月，隨著臺中縣、市合併為直轄臺中市，豐原市改制為豐原區。

## 聚落
本地區有社皮庄、怡然園等聚落。

## 交通
省道台10線（中正路）是臺中港至豐原的幹道，大致以西南西—東北東走向經過社皮地區北部。由該道路向西南西可前往神岡東南部、大雅、沙鹿、清水並止於省道台17線路口，向東北東可前往豐原市區西側並止於省道台13線路口。
省道台13線（圓環西路）是香山內湖至豐原的幹道，其中尖山至豐原路段俗稱「尖豐公路」，大致以北偏西—南偏東走向經過本地區東南端邊界地帶。由該道路向北偏西繞大彎轉東北再轉北北西再轉北偏東可繞過豐原市中心前往后里、三義、銅鑼、苗栗等地，向南偏東繞大彎轉東南可止於豐原市中心西南側的省道台3線路口。
區道中83線（大豐路五段）是溪洲至三角的道路，大致以西南西—東北東走向與省道台10線共線到達本地區西北部邊界，轉北偏東－南偏西走向西轉北北東—南南西走向沿本地區西部邊界地帶而行，於本地區西南部邊界出境。由該道路向西南西轉北偏西再轉北偏東經大社後可前往下溪洲中部偏東北並止於區道中74線路口，向南南西轉南可前往三角子東南部並止於區道中82線路口。